# Легенда о Кетцалькоатле-Кукулькане

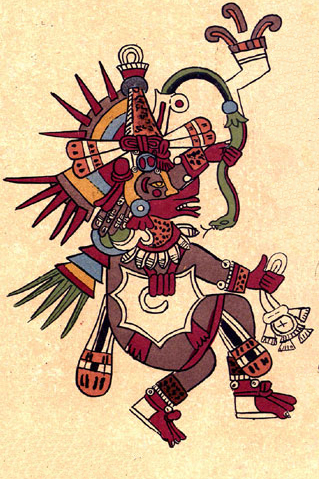
Кетцалькоатль

Легенда о Кетцалькоатле-Кукулькане — это одна из самых известных легенд майя-тольтекского периода в истории доколумбовой Мексики, повествующая о жизни и правлении Се Акатля Топильцина Кетцалькоатля, а также о его борьбе с группировками знати и создании им крупных городов на полуострове Юкатан. Согласно преданиям, сам Кетцалькоатль являлся историческим лицом: он был просветителем тольтеков, научившим их письменности, счёту, астрономии, ремеслу и многому другому.

## Сюжет легенды
Се Акатль Топильцин — сын великого завоевателя и основателя государства тольтеков Мишкоатля и его жены Чимальмат. Его отец был убит ненавистниками (на самом деле этот факт не установлен, так как Мишкоатль умер при загадочных обстоятельствах), а мать умерла ещё при родах. Так Се Акатль Топильцин остался сиротой. Когда он стал уже взрослым юношей, его назначили верховным жрецом бога Кетцалькоатля (в традиции майя — Кукулькан). Так он получил имя Се Акатль Топильцин Кетцалькоатль. Найдя убийц своего отца (сторонников Иуитималя), он отомстил им, а сам стал правителем тольтеков.
Кетцалькоатль правил около двадцати лет в городе Толлан, который за это время значительно окреп в своём могуществе. Великий правитель научил народ математике, медицине, астрономии, письму, ювелирному делу, ткачеству. Народ был доволен Кетцалькоатлем. Но были и ненавистники: знать и жречество, которые были против его нововведений и считали действия правителя нарушением традиций, выступили войной. После длительного противостояния с оппозицией Кетцалькоатль был вынужден покинуть Толлан.
Согласно одному из преданий, этот уход произошёл по вине трёх волшебников, желавших (в отличие от великого правителя) введения обязательных человеческих жертвоприношений. Уицилопочтли, Титлакауан и Тлакауэпан воспользовались тем, что Кетцалькоатль был болен и предложили ему одурманивающее «лекарство». Приняв его, он обезумел и вступил в половую связь со своей сестрой Кетцальтепетль. Осознав, что совершил непоправимое, тем самым разрушив свои принципы и проиграв эту войну, Кетцалькоатль уходит из Толлана на Юкатан, где строит города Чичен-Ица, Майяпан, Ушмаль, вошедшие в Майяпанскую лигу (XI—XIII века).

## Легенда и завоевание Мексики Кортесом
Уходя из Толлана в изгнание, Кетцалькоатль пообещал, что ещё вернётся и отомстит обидчикам. Преемственная культура майя — ацтеки — знали об этой легенде. Во время прибытия в новые земли Эрнана Кортеса в 1519 году индейцы считали, что во второй раз снизошёл обиженный правитель. На эту мысль их натолкнули главные атрибуты европейцев: внешность (наличие бороды, которую, носил Кетцалькоатль, а также белый оттенок кожи), неведомые животные (лошади). Кортес использовал эту легенду, чтобы покорить ацтеков.